# Republikken Korsika
I november 1755 erklærede Pasquale Paoli Korsika for en selvstændig nation under navnet den Korsikanske Republik, der skulle være uafhængig af Republikken Genova. Han skabte den Korsikanske forfatning, der var den første forfatning, som var skrevet på italiensk efter oplysningstidens principper, der bl.a. indebar kvindernes ret til at stemme, som senere blev slettet, da franskmændene erobrede øen i 1769. Republikken skabte sin egen administration og et selvstændigt retssystem, og man fik sin egen hær.

## Grundlag
Efter en række succesrige angreb, jog Paoli genoveserne væk fra øen bortset fra nogle få kystbyer. Så gik han i gang med at omdanne styreformen, og i den sammenhæng indførte han mange reformer. Han grundlagde et universitet i Corte og skabte den kortvarige "Sankt-Devota-Orden" i 1757 til ære for Korsikas skytshelgen, Sankt Devota.
Det nationale parlament eller lovgivende forsamling blev sammensat af delegerede, der var valgt i hvert valgdistrikt for en 3-årig periode. Alle mænd over 25 år havde valgret. Traditionelt havde kvinderne altid stemt ved landsbyernes valg af råd, dvs. ældsterådet og andre lokale ledere, og man har påstået, at de også stemte ved de nationale valg under Republikken.
Republikken slog sine egne mønter i Murato i 1761, og de var påtrykt Maurerhovedet, Korsikas traditionelle symbol.
Paolis forestillinger om uafhængighed, demokrati og frihed fik støtte fra filosoffer som Jean-Jacques Rousseau, Voltaire, Raynal og Gabriel Bonnot de Mably. Offentliggørelsen i 1766 af James Boswells An Account of Corsica gjorde Paoli berømt over hele Europa. Beyen af Tunis gav Korsika diplomatisk anerkendelse.

## Fransk invasion
I 1767 fratog Korsika genoveserne øen Capraia, og da de måtte erkende, at de næppe nogensinde ville opnå at tilbagerobre øen, solgte de deres krav på den til Frankrig ved en traktat i 1768.
Franskmændene invaderede Korsika samme år, og i mere end et år kæmpede Paolis styrker desperat mod invasionshæren for deres nye republik. Men i maj 1769 blev de slået i Slaget ved Ponte novu af voldsomt overlegne styrker under kommando af Greven af Vaux, og de måtte flygte til England. Den franske kontrol med øen blev befæstet, og i 1770 blev den en fransk provins.

## Efterspil
Frankrigs erobring af Korsika blev dårligt modtaget i England, der var Korsikas hovedallierede og bidragyder. Det blev betragtet som den engelske regerings fejl, at Korsika var blevet ”tabt”, da man anså den for at være vigtig for de engelske interesser i den del af Middelhavet. Krisen omkring Korsika svækkede Graftonministeriet og bidrog i sidste ende til dens fald. En række korsikanske flygtninge kæmpede for Storbritannien under den Amerikanske uafhængighedskrig, og de udmærkede sig særligt under belejringen af Gibraltar i 1782.
Håbet om korsikansk uafhængighed og mange af de demokratiske principper fra Republikken Korsika blev genoplivet af Paoli i form af Kongeriget Korsika i årene 1794-1796. Ved den lejlighed blev britiske landstyrker indsat i forsvaret af øen, men deres anstrengelser slog fejl og franskmændene genvandt kontrollen.
Endnu i dag kræver nogle af de korsikanske separatister som f.eks. de (nu opløste) Armata Corsa en genoprettelse af øens republik.

## Eksterne links
- First Corsican constitution (1755) på (fransk)

42°09′00″N 9°05′00″Ø / 42.15°N 9.0833°Ø